# Cantón de Ardentes
El cantón de Ardentes es una división administrativa francesa, situada en el departamento de Indre y la región Centro.

## Geografía
Este cantón está dispuesto alrededor de Ardentes en el distrito de Châteauroux. Su altitud varía de 117 m s. n. m. (Velles) a 222 m s. n. m. (Buxières-d'Aillac) con una altitud media de 158 m s. n. m.

## Composición
El cantón agrupa 12 comunas:
| Entidad de la población  | Habitantes (2006) | Código postal | Código Insee |
| ------------------------ | ----------------- | ------------- | ------------ |
| Ardentes                 | 3 616             | 36120         | 36005        |
| Arthon                   | 1 063             | 36330         | 36009        |
| Buxières-d'Aillac        | 215               | 36230         | 36030        |
| Diors                    | 761               | 36130         | 36064        |
| Étrechet                 | 849               | 36120         | 36071        |
| Jeu-les-Bois             | 361               | 36120         | 36089        |
| Luant                    | 1 354             | 36350         | 36101        |
| Mâron                    | 725               | 36120         | 36112        |
| La Pérouille             | 409               | 36350         | 36157        |
| Le Poinçonnet            | 5 690             | 36330         | 36159        |
| Sassierges-Saint-Germain | 457               | 36120         | 36211        |
| Velles                   | 852               | 36330         | 36231        |

## Demografía
| 1962 | 1968  | 1975  | 1982   | 1990   | 1999   | 2006   | 2007   |
| ---- | ----- | ----- | ------ | ------ | ------ | ------ | ------ |
| 8009 | 8 757 | 9 776 | 12 849 | 14 546 | 14 904 | 16 147 | 16 352 |